# Falckrabě
Falckrabě, německy Pfalzgraf (z latinského výrazu palatinus – dvorní, u dvora) je původně označení zástupce německého panovníka (krále nebo císaře).
Falckrabata rovněž předsedala Dvornímu soudu a obecně měla vedoucí postavení v rámci spravovaného území. Kromě toho působila jako prostředníci mezi žadateli z říšských zemí a králem, respektive císařem. Ve Svaté říši římské zpočátku byl pro každé vévodství jeden falckrabě, později byla jednotlivá falckrabství sjednocována do silnějších knížectví.
Jediný nositel titulu falckrabě, jenž zůstal v Porýní, v pozdním středověku získal titul říšského knížete, čímž byl prakticky roven německým vévodům.